# Кендрик, Томас
Сэр То́мас Да́унинг Ке́ндрик (англ. Thomas Downing Kendrick, литературный псевдоним Т. Д. Кендрик, 1 апреля 1895, Хандсворт, Бирмингем, Англия — 2 ноября 1979, Дорчестер, Дорсет, Англия) — британский археолог и искусствовед, кавалер ордена Бани.

## Биография
Родился в Хандсворте, пригороде Бирмингема, Англия . Получил образование в частной школе Чартерхаус; в течение года до начала Первой мировой войны учился в Оксфорде. Участвовал в военных действиях, был ранен и дослужился до чина капитана.
Изначально специализировался в области доисторического искусства; в дальнейшем занимался историей викингов и англосаксонского искусства. Автор двух обзорных монографий, ставших стандартными справочниками по этим темам. С 1950 года до выхода на пенсию в 1959 году был директором британского музея. Являлся активным пропагандистом викторианского искусства, при содействии поэта Джона Бетчемана и художника Джона Пайпера. Публикации Кендрика о цветном стекле викторианского периода были использованы Н. Певснером при составлении последним своего известного архитектурного справочника.
Скончался в Дорчестере, Дорсет.